# Barnstaple
Barnstaple ist eine Stadt im Norden der Grafschaft Devon, Vereinigtes Königreich. Sie liegt auf der Nordseite der Mündung des Flusses Taw, ungefähr 13 km vom Bristol Channel entfernt.

## Stadtentwicklung
Barnstaple entstand als Handelsplatz an der untersten Brücke des Taw, die ursprünglich aus dem 13. Jahrhundert stammt und noch heute, restauriert und verbreitert, den Fluss überspannt. Nahe dem Stadtzentrum ist noch der Burghügel erhalten, auf dem einst das Barnstaple Castle stand. Im frühen 12. Jahrhundert erhielt Barnstaple Stadtrechte, und eine Stadtmauer wurde errichtet. 1557 kam die Stadt an die englische Krone.
Als Seehafen, seit 1428 königlicher Hafen, spielte Barnstaple im 14. bis 16. Jahrhundert eine bedeutende Rolle als Umschlagplatz für die südwest-englische Wollindustrie; verarbeitet wurde selbst erzeugte Wolle zusammen mit Importwolle aus Irland. Die Versandung der Flussmündung führte zum Niedergang des Hafens. Im Eisenbahnzeitalter entwickelte sich Barnstaple schließlich zu einem beliebten Seebad.
Bevölkerungsentwicklung: 1801 – 3.748; 1901 – 9.698; 2001 – 30.765; 2006 – 34.000 Einwohner. In den 1930er bis 1950er Jahren wurden mehrere umliegende Ortschaften eingemeindet.

## Bekannte Personen
- W. N. P. Barbellion: Pseudonym von Bruce Frederick Cummings – "Diarist"
- Hubert Bath (1883–1945) – Komponist
- Francis Carruthers Gould – Karikaturist und Politiker
- Robert Cleaver Chapman (1803–1902) – Pastor und Evangelist
- Sir Francis Chichester (1901–1972) – Flieger und Segler
- Giles Chichester (* 1946) – Europa-Politiker
- Marc Edworthy – Fußballspieler bei Derby County
- Sir Richard Eyre (* 1943) – Regisseur
- John Gay (1685–1732) – Poet und Dramatiker
- William Lethaby (1857–1931) – Architekt, Architekturhistoriker, Designer und Kunstpädagoge
- Tim Mills – Ehemaliger Lead-Gitarrist für Iced Earth
- Craig Overton (* 1994), Cricketspieler
- James Parsons – Arzt, Antiquar and Autor
- Richard Roach Jewell – Architekt
- Montagu Toller (1871–1948), Cricketspieler
- Phil Vickery (* 1976) – Rugby-Union-Spieler
- Snowy White (* 1948) – Gitarrist
- Tim Wonnacott – Experte für Antiquitäten in Fernsehsendungen
- St. Cuthbert Mayne (1543/1544–1577) – Katholischer Priester und Märtyrer

## Partnerstädte
- Barnstable, USA
- Uelzen, Deutschland
- Trouville-sur-Mer, Frankreich
- Susa, Italien